# Neomochtherus congedus
Neomochtherus congedus là một loài ruồi trong họ Asilidae. Neomochtherus congedus được Walker miêu tả năm 1851.